# Панов, Тарас Евгеньевич
Тарас Евгеньевич Панов (род. 10 февраля 1975, Киев, СССР) — российский математик, доктор физико-математических наук.

## Биография
В 1996 г. окончил механико-математический факультет МГУ, а в 1999 г. — его аспирантуру.
С 1 сентября 1998 г. работает в МГУ имени М. В. Ломоносова, Механико-математический факультет, Отделение математики, Кафедра высшей геометрии и топологии, в настоящее время — профессор.
По совместительству — ведущий научный сотрудник Отдела геометрии и топологии Математического института им. Стеклова.
В 2009 г. защитил докторскую диссертацию на тему «Топология и комбинаторика действий торов». В 2010 г. утверждён в степени доктора физико-математических наук.
Область научных интересов: алгебраическая и дифференциальная топология, алгебраическая геометрия, комбинаторика и комбинаторная геометрия.
Автор более 30 научных публикаций и двух монографий (совместно с В. М. Бухштабером).
Книги:
- 2016 Сборник задач по аналитической геометрии и линейной алгебре. Смирнов Ю. М., Алания Л. А., Гусейн-Заде С. М., Дынников И. А., Мануйлов В. М., Миллионщиков Д. В., Мищенко А. С., Морозова Е. А., Панов Т. Е., Постников М. М., Скляренко Е. Г., Троицкий Е. В. МЦНМО Москва, ISBN 978-5-4439-1003-1, 392 с.
- 2015 Toric Topology Buchstaber V.M., Panov T.E. Mathematical Surveys and Monographs, 204, Amer. Math. Soc Providence, RI, ISBN 978-1-4704-2214-1, 518 с.
- 2014 «Алгебра и комбинаторика выпуклых многогранников», Приложение к книге Г.Циглера «Теория многогранников». Бухштабер В. М., Панов Т. Е., Ероховец Н. Ю. Издательство МЦНМО Москва, ISBN 978-5-4439-0123-7, 95 с.
- 2008 Toric topology Harada Megumi, Karshon Yael, Masuda Mikiya, Panov Taras. American Mathematical Society (United States) , ISBN 978-0-8218-4486-1, 419 с. DOI
- 2005 Сборник задач по аналитической геометрии и линейной алгебре. Алания Л. А., Гусейн-Заде С. М., Дынников И. А., Мануйлов В. М., Миллионщиков Д. В., Мищенко А. С., Морозова Е. А., Панов Т. Е., Постников М. М., Скляренко Е. Г., Смирнов Ю. М., Троицкий Е. В. Логос Москва, ISBN 5-94010-375-8, 376 с.
- 2004 Торические действия в топологии и комбинаторике. Бухштабер В. М., Панов Т. Е. Московский Центр Непрерывного Математического Образования, Москва, ISBN 5-94057-145-X, 272 с.
- 2002 Torus actions and their applications in topology and combinatorics. Buchstaber Victor M., Panov Taras E. American Mathematical Society (United States) , ISBN 0-8218-3186-0, 152 с.
- 2002 Torus actions and their applications in topology and combinatorics. Buchstaber V.M., Panov T.E. Providence, RI
- 2000 Сборник задач по аналитической геометрии и линейной алгебре. Алания Л. А., Гусейн-Заде С. М., Дынников И. А., Мануйлов В. М., Миллионщиков Д. В., Мищенко А. С., Морозова Е. А., Панов Т. Е., Постников М. М., Скляренко Е. Г., Смирнов Ю. М., Троицкий Е. В. Физматлит Москва, ISBN 5-94052-002-2, 336 с.

Некоторые другие публикации:
- Т. Е. Панов. Классификация с точностью до кобордизма многообразий, несущих простое действие группы Z/p // Математические заметки, 63(1998), вып. 2, с. 260—268.
- Т. Е. Панов. Вычисление родов Хирцебруха многообразий, несущих действие группы Z/p через инварианты действия // Известия РАН, сер. матем., 62(1998), вып. 3, с. 87-120.
- V. M. Buchstaber and T. E. Panov. Torus actions determined by simple polytopes // in: «Geometry and Topology: Aarhus» (K. Grove, I. H. Madsen, and E. K. Pedersen, eds.), Contemporary Mathematics 258, American Mathematical Society, Providence, RI, 2000, p. 33-46.
- В. М. Бухштабер, Т. Е. Панов. Действия тора, комбинаторная топология и гомологическая алгебра // Успехи мат. наук, 55(2000), вып.5, c. 3-106.